# Tribalistas
Tribalistas – brazylijska grupa muzyczna występująca od 2002 roku.
W skład grupy wchodzą: Arnaldo Antunes, Carlinhos Brown, Marisa Monte. Grupa zdobyła popularność w 2002, wydając album Tribalistas. Album zdobył dużą popularność w Brazylii, we Włoszech oraz Portugalii. W Brazylii sprzedano również 50 tys. płyt DVD z zarejestrowanym koncertem. Piosenki „Já Sei Namorar” użyto w brazylijskiej edycji komputerowej gry sportowej FIFA Football 2004. Inne piosenki weszły do ścieżek muzycznych brazylijskich produkcji filmowych. Grupa odbyła tour z występami po Ameryce i Europie w 2018 roku, promujący nową edycję płyty.

## Dyskografia
- 2002: Tribalistas
- 2002: Tribalistas (VHS, DVD)
- 2017: Tribalistas
- 2017: Tribalistas (DVD)